# Interstitiële cel van Cajal

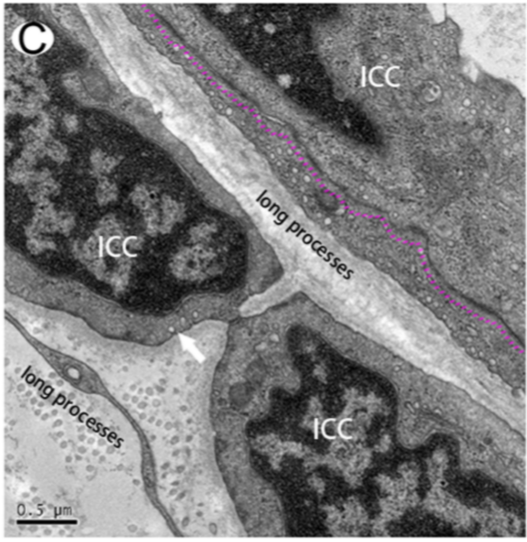
ICC's met grote verlengingen. Het is mogelijk om meerdere contacten te hebben met andere ICC's (lijn van roze punten).

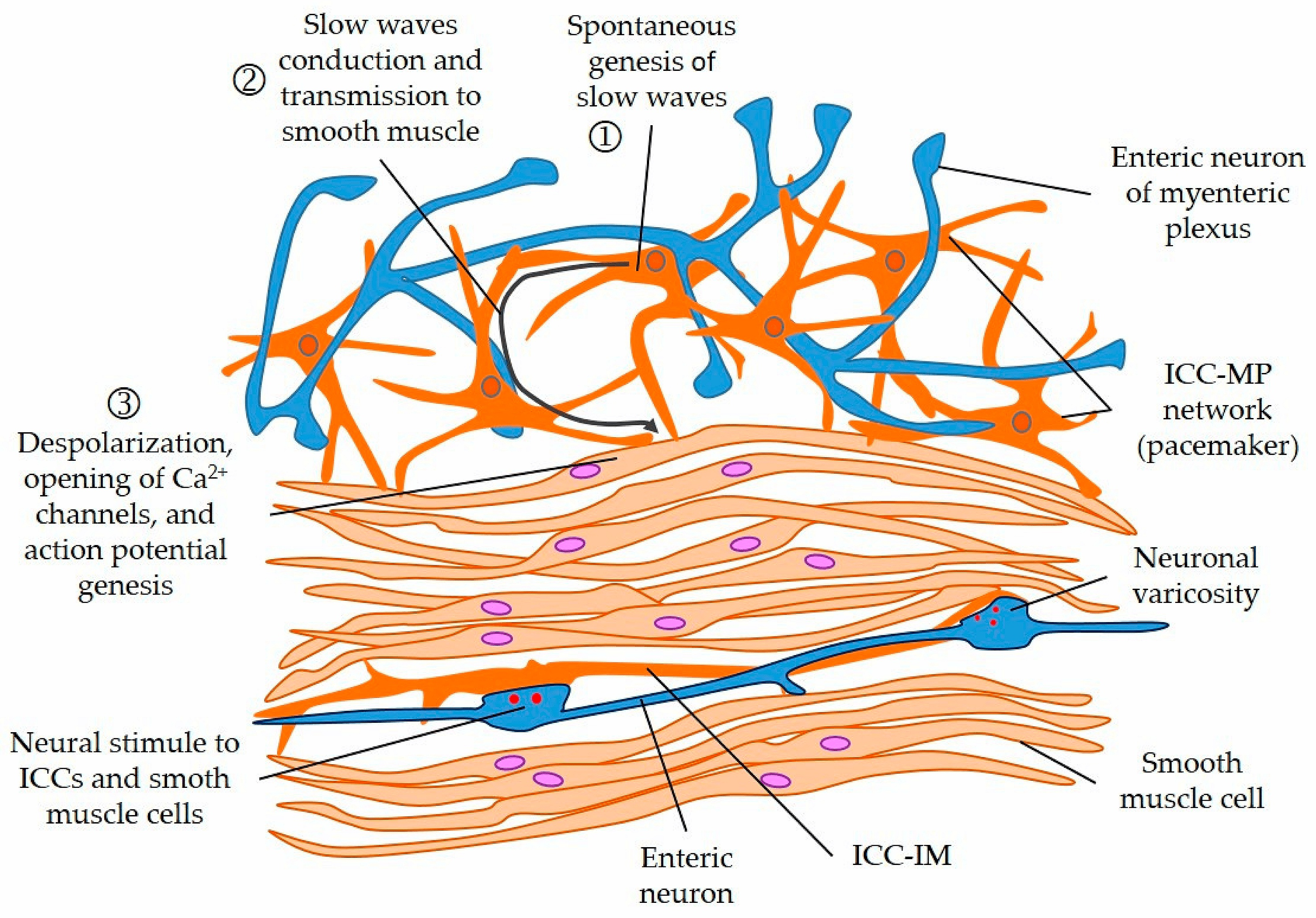
Ontstaan en geleiding van trage golven geproduceerd door interstitiële cellen van Cajal (ICC's) en de transmissie ervan naar gladde spiercellen. Gladde spiercellen en ICC ontvangen input van de varicositeiten van enterische neuronen (in blauw). ICC-MP: ICC van de myenterische plexus; ICC-IM: ICC intramusculair.

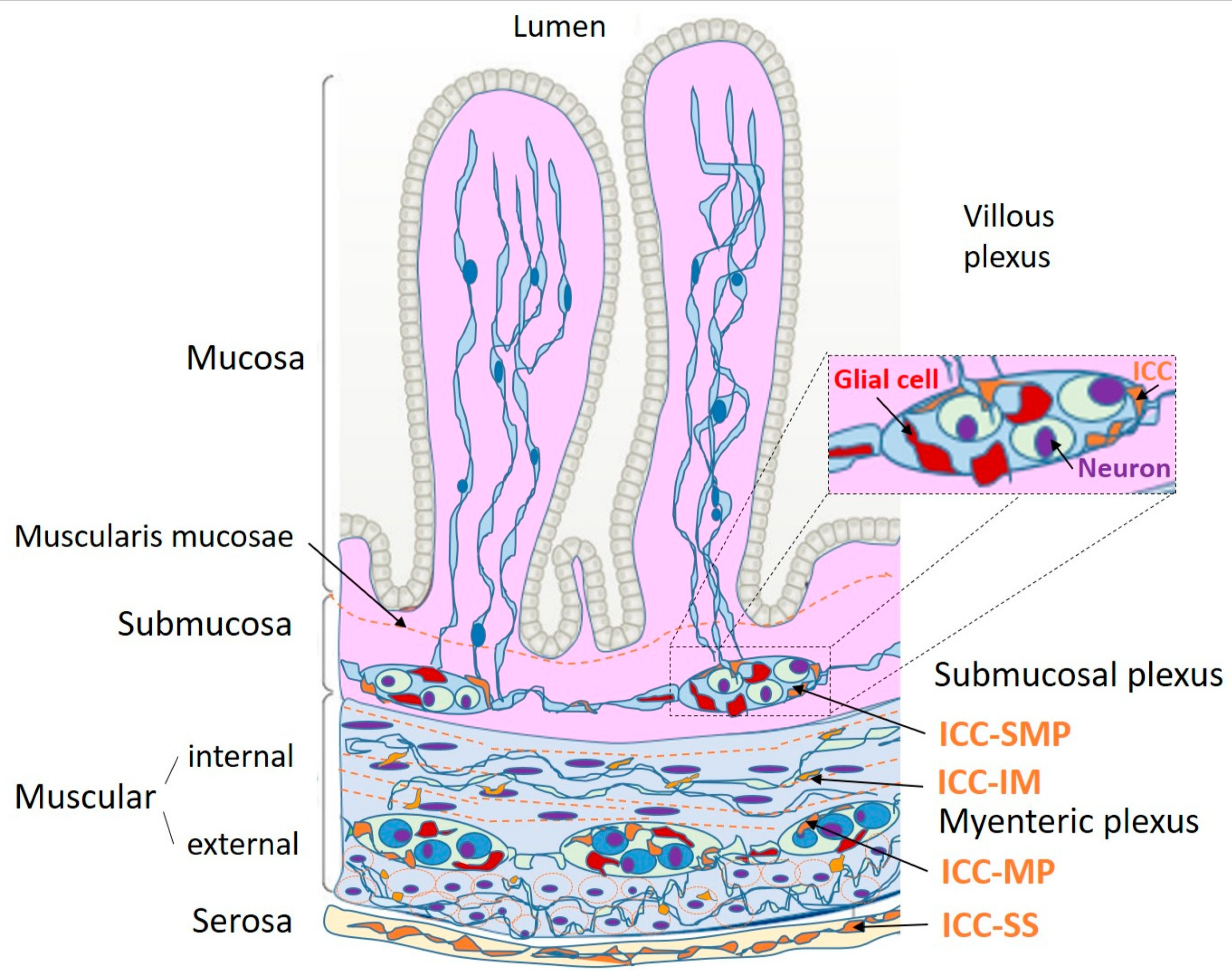
Locatie van interstitiële cellen van Cajal in oranje: ICC SMP, ICC IM, ICC MP, ICC SS.

Interstitiële cellen van Cajal (ICC) zijn interstitiële cellen die in het maag-darmkanaal van de slokdarm tot de endeldarm voorkomen. Ze komen ook voor in de urineblaas van verschillende diersoorten. Interstitiele cellen zijn cellen die tussen andere cellen liggen. Ze zijn vernoemd naar Santiago Ramón y Cajal.
Er zijn verschillende soorten ICC met verschillende functies. ICC en een ander type interstitiële cellen, bekend als plaatjesafgeleide groeifactorreceptor-alfa (PDGFRα)-cellen, zijn elektrisch gekoppeld aan gladde spiercellen via gap junctions, die samenwerken als een SIP-functioneel syncytium. Myenterische interstitiële cellen van Cajal (ICC-MY) dienen als pacemakercellen die de bio-elektrische processen genereren die bekend staan als trage golven. Deze geleiden het trage-golfpotentiaal naar gladde spiercellen en veroorzaken afwisselende samentrekking en ontspanning van de spierwand, waardoor voedsel door het maagdarmkanaal wordt verplaatst.
Deze cellen hebben een klein cellichaam, vaak driehoekig of stellaatvormig, met verschillende lange uitlopers die zich vertakken in secundaire en tertiaire uitlopers. Deze uitlopers komen vaak in contact met gladde spiercellen. Ze vertonen samentrekkingsgedrag in zowel het cellichaam als de uitlopers. De cellen hebben talrijke mitochondriën, instulpingen van het celmembraan, een onderbroken basaal membraan, overvloedige intermediaire filamenten, een matig ontwikkeld golgicomplex, weinig ribosomen en zowel een ruw als glad endoplasmatisch reticulum. Ze hebben talrijke gap junctions, zowel met elkaar, waarbij een netwerk door de darmwand wordt gevormd, als met gladde spiercellen en nauwe contacten met varicosities. Een varicosites is een neuro-effectorverbinding, die een plaats is waar een motorische zenuwcel een neurotransmitter vrijgeeft om een doelcel (niet-neuronale cel) te beïnvloeden. Ze werken als een synaps.
De interstitiële cellen van Cajal zijn afkomstig van het mesoderm, in tegenstelling tot de enterische zenuwcellen die ontstaan uit de cellen van de neurale lijst.

## Anatomie

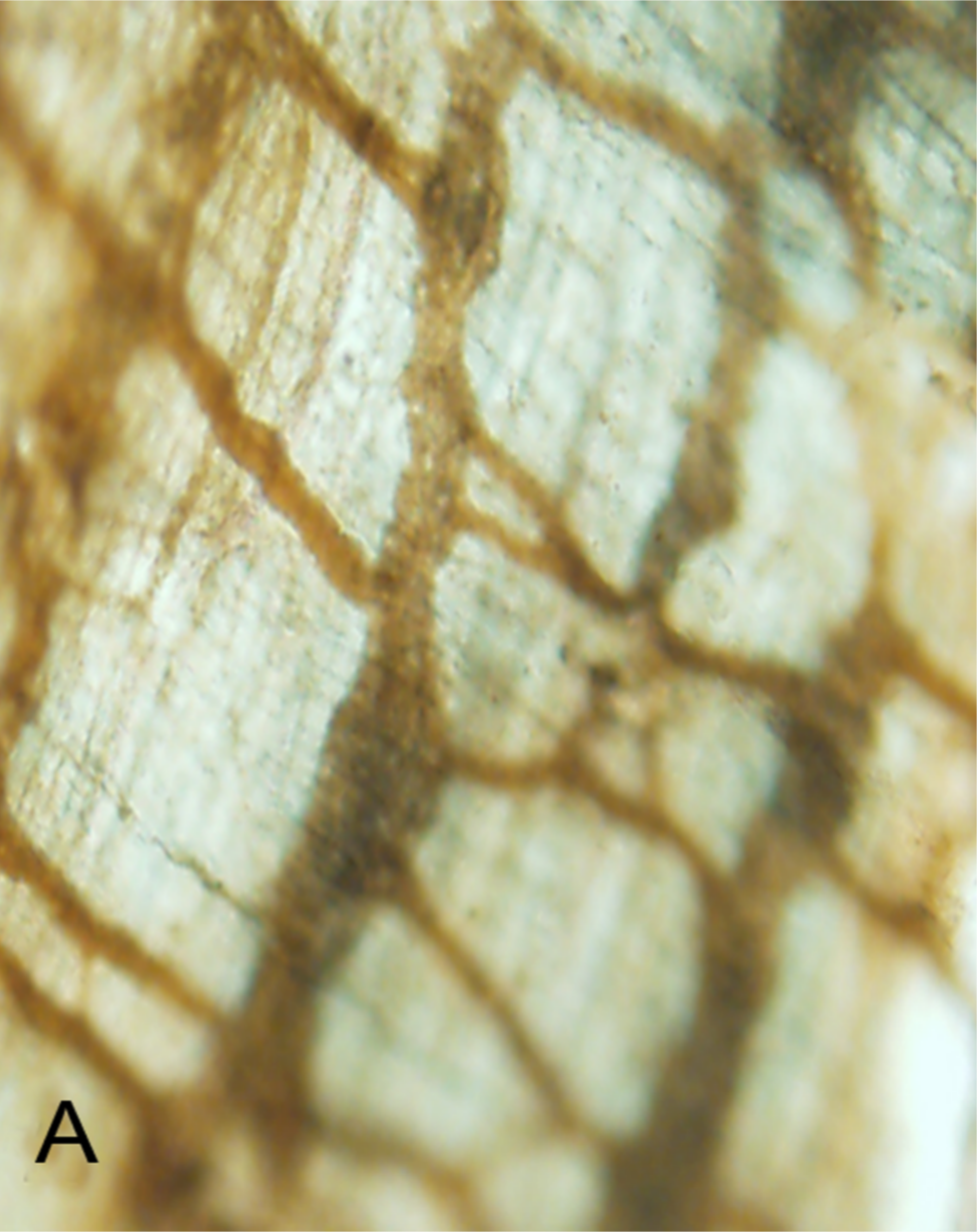
Interstitiële cellen van Cajal (rood) onder een confocale microscoop. Immunohistochemische kleuring met Tyrosine-protein kinase KIT (CD117). Vergroting 40x.

Interstitiële cellen van Cajal van het maag-darmkanaal kunnen gekleurd worden met methyleenblauw en zilverchromaat, waarbij de Plexus myentericus en het glad spierweefsel worden gekleurd. Ze kunnen ook immunohistochemisch gekleurd worden met Tyrosine-protein kinase KIT (CD117). De cellen hebben een aantal verschillende morfologische eigenschappen in de verschillende delen van het maag-darmkanaal.

### Lichtmicroscopische eigenschappen

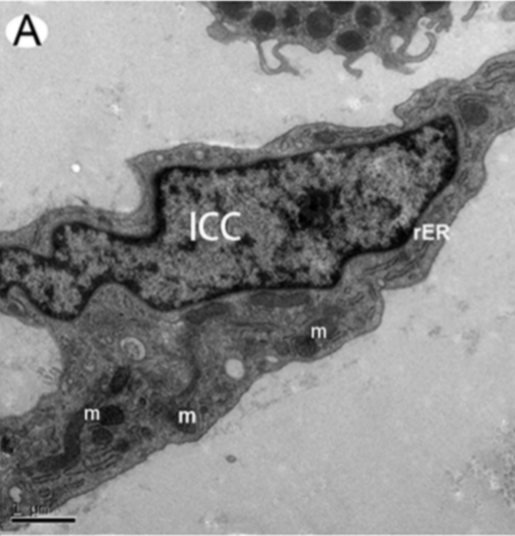
Interstitiële cel van Cajal. Celkern (ICC), mitochondriën (m), ruw endoplasmatisch reticulum (rER). Transmissie-elektronenmicroscopie.

Onder de lichtmicroscoop vertoont de interstitiële cel van Cajal (ICC) een spoelvormige of driehoekige structuur met dunne polaire cytoplasmatische uitlopers. Het ICC heeft zowel een goed ontwikkeld glad als ruw endoplasmatisch reticulum.
 Het vertoont gap junctions die het verbinden met gladde spiercellen en andere aangrenzende ICC's.
CIC-cellen werden decennialang gekarakteriseerd met behulp van morfologische criteria, totdat werd ontdekt dat ze de receptortyrosinekinase tot expressie brachten, met name het KIT CD117-eiwit. Labeling met antilichamen tegen KIT toonde aan dat de meerderheid van de Kit-positieve cellen in de darm CIC waren.

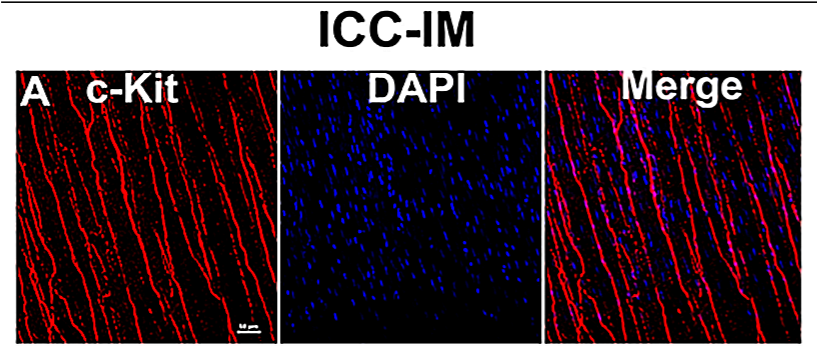
Intramusculaire plexus van Cajal-cellen (ICC-IM). Confocale microscopie.

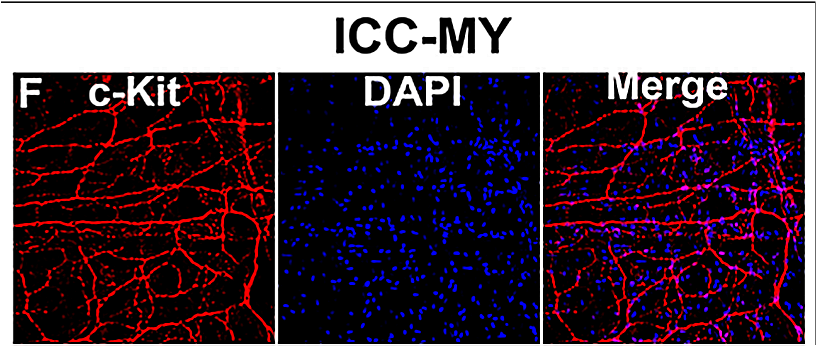
Cajal-cellen in de myenterische plexus (ICC-MY). Confocale microscopie.

#### Interstitiële cellen van Cajal (ICC) subpopulaties[13]
- Subserosaal ICC
- Myenterisch ICC
- Intramusculair ICC
- Diepe musculaire plexus ICC
- Septum ICC
- Submucosaal ICC

##### Groepering van ICC-celnetwerken binnen de lagen
- Submucosaal ICC-SM-netwerk (submucosaal), oppervlak van de circulaire spier van de dikke darm.
- Intramusculair ICC-IM-netwerk (intramusculair), ICC-DMP (diepmusculaire plexus) en
- Intermusculair ICC-MY-netwerk (myenterisch)

SMP ICC (submucosale plexus), ICC IM (intramusculair), ICC MP (musculaire plexus), ICC SS (subserosa).

Interstitiële celnetwerken (ICC's) variëren in de darm, van de maag tot de dikke darm, en variëren per diersoort.

## Functie
Intramusculaire interstitiële cellen van Cajal (ICC-IM) zijn betrokken bij het mediëren van reacties op neurotransmissie. Neurotransmissie is het proces waarbij neurotransmitters worden vrijgegeven door het axonuiteinde van een zenuwcel (de presynaptische zenuwcel) en zich binden aan en reageren met de receptoren op de dendrieten van een andere zenuwcel (de postsynaptische zenuwcel) dat zich op korte afstand bevindt.
Alle ICC in het maag-darmkanaal brengen calcium-geactiveerde chloridekanalen tot expressie, gecodeerd door het gen ANO1 (Anoctamin-1). Deze kanalen worden geactiveerd door de afgifte van calcium in ICC en zijn belangrijk voor zowel de pacemakeractiviteit van ICC als hun reacties op neurotransmitters. Een recente review merkte op dat carbachol de ICC-activiteit via dit kanaal verhoogt. ANO1-knockoutmuizen produceren geen langzame golven en ANO1-kanaalremmers blokkeren langzame golven.
Er wordt gedacht dat ICC ook aanwezig zijn in andere soorten glad spierweefsel. Maar op enkele uitzonderingen na is de functie van deze cellen niet goed begrepen en momenteel een gebied van actief onderzoek.

## Frequentie van ICC-pacemakercellen
De frequentie van ICC-pacemakeractiviteit verschilt per regio van het maag-darmkanaal:
- 3 per minuut in de maag
- 11-12 per minuut in de twaalfvingerige darm
- 8-9 per minuut in dekronkeldarm
- 3-4 per minuut in de dikke darm

ICC bemiddelt ook neurale input van enterische motorische zenuwcellen. Dieren zonder ICC hebben een sterk verminderde respons op de neurotransmitter acetylcholine, die vrijkomt uit exciterende motorische zenuwcellen, en op de transmitter stikstofmonoxide, die vrijkomt uit remmende motorische zenuwcellen. Verlies van ICC bij ziekte kan daarom de normale neurale controle van gastro-intestinale (GI) samentrekkingen verstoren en leiden tot functionele gastro-intestinale stoornissen, zoals het prikkelbaredarmsyndroom.

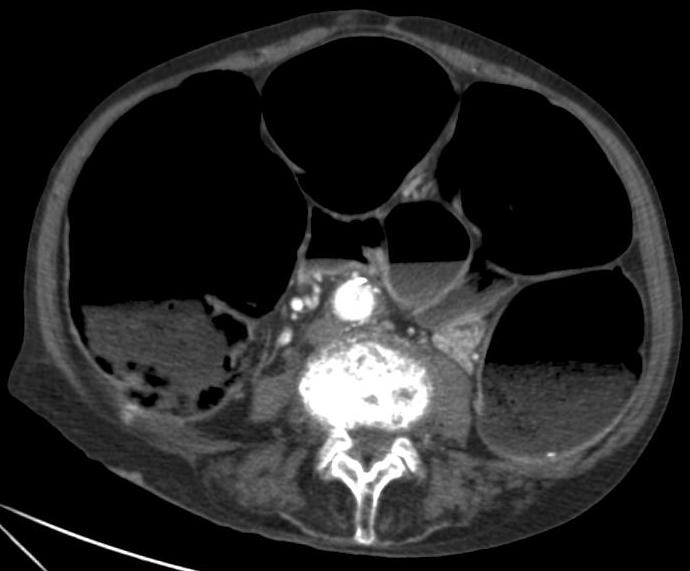
Intestinale pseudo-obstructie van de dikke darm

ICC's vertonen ook mechanisch gevoelige mechanismen die ervoor zorgen dat deze cellen reageren op rek. Het rekken van gastro-intestinale spieren kan de rustpotentialen van ICC en de frequentie van pacemakeractiviteit beïnvloeden. Carbachol verhoogt de ICC-activiteit door ANO1-activering.
ICC's zijn ook cruciaal voor de voortplanting van langzame elektrische golven. ICC's vormen een netwerk waardoor langzame golfactiviteit zich kan voortplanten. Als dit netwerk verbroken wordt, zullen twee spiergebieden onafhankelijk van elkaar functioneren.

## Klinische betekenis
Er wordt gedacht dat ICC's de cellen zijn waaruit gastro-intestinale stromale tumoren in en rond het maag-darmkanaal ontstaan. Afwijkingen in het ICC-netwerk zijn ook een oorzaak van chronische intestinale pseudo-obstructie, waardoor verwijding van de darm ontstaat.
De afwezigheid van interstitiële cellen van Cajal of hun ontoereikende functie is in verband gebracht met een aantal maag-darm aandoeningen. Neuro-intestinale aandoeningen zijn het gevolg van ontregelde interacties tussen het zenuwstelsel en het maag-darmkanaal, wat leidt tot aandoeningen zoals de ziekte van Hirschsprung en het prikkelbaredarmsyndroom.